# 東京マルチメディア放送
東京マルチメディア放送株式会社（とうきょうマルチメディアほうそう）は、かつて存在した移動受信用地上基幹放送の認定基幹放送事業者である。

## 概要
地上アナログテレビ放送停波後のVHF-Low帯（90-108MHz）を利用するマルチメディア放送i-dioの認定基幹放送事業者である。
i-dioは6広域圏と北海道の7放送対象地域でのマルチメディア放送を企図したもので、関東・甲信越広域圏の番組編成を担当するものとして設立された。
主要株主は、i-dioの統括会社であるBIC株式会社（後に株式会社ジャパンマルチメディア放送と改称）で、マスメディア集中排除原則にいう支配関係にもあった。
2016年（平成28年）に東京局・秦野局・東京西局開局。東京都と神奈川県の一部で放送を開始した。
しかし2019年（令和元年）にi-dioは業績不振であることが、エフエム東京のTOKYO SMARTCASTに対する不正な株取引に端を発した粉飾決算により表面化し、東京マルチメディア放送も特別損失を計上。
エフエム東京はi-dioの事業継続を断念した。
詳細はエフエム東京#不正会計問題を参照
2020年（令和2年）に放送を終了し、解散した。
2021年（令和3年）に東京地方裁判所が特別清算の開始を決定した。負債額は約6億4千万円。
特別清算は年内に終結した。

## 事業収支
電子公告から抜粋。
| 年度                | 売上高  | 営業利益 | 経常利益 | 特別損失 | 当期純利益 | 出典             |
| ------------------- | ------- | -------- | -------- | -------- | ---------- | ---------------- |
| 平成26年度          | 420,750 | 37,629   | 39,303   | －       | 38,093     | 第6期損益計算書  |
| 平成27年度          | －      | △58,116  | △57,370  | －       | △58,320    | 第7期損益計算書  |
| 平成28年度          | 42,148  | △90,456  | △215,735 | －       | △216,685   | 第8期損益計算書  |
| 平成29年度          | 131,084 | △294,977 | △291,667 | －       | △292,617   | 第9期損益計算書  |
| 平成30年度          | 91,913  | △188,517 | △364,065 | 348,349  | △710,444   | 第10期損益計算書 |
| 令和元年度          | 117,499 | △188,543 | △391,663 | 100,321  | △304,023   | 第11期損益計算書 |
| 単位は千円、△は損失 |         |          |          |          |            |                  |

## 沿革
2009年（平成21年）
- 10月7日 - 東京マルチメディア放送株式会社設立[9]

2015年（平成27年）
- 12月27日 - 移動受信用地上基幹放送の業務認定を取得[10]
  - 同日に基幹放送局提供事業者VIPが東京局の免許取得

2016年（平成28年）
- 2月22日 - BIC（ジャパンマルチメディア放送の旧称）の支配関係下に[11]
- 3月1日 - 東京局開局[12]
- 7月8日 - 秦野局開局[13]
- 10月10日 - 東京西局開局[14]

2019年（令和元年）
- 12月25日 - ジャパンマルチメディア放送および他の認定基幹放送事業者5社と共に2020年3月31日をもってi-dioを終了と発表[15]

2020年（令和2年）
- 3月31日 - 正午に放送終了[16]、移動受信用地上基幹放送の業務認定も廃止[17]
  - 東京局、秦野局、東京西局廃局[18]
- 6月24日 - 株主総会で解散を決議[19]

2021年（令和3年）
- 5月24日 - 特別清算開始の決定[20]
- 10月28日 - 特別清算終結[21]
- 11月29日 - 清算結了により登記閉鎖[22]、法人格消滅